# Samenstelling Belgische Senaat 1946-1949
De lijst van leden van de Belgische Senaat van 1946 tot 1949. De Belgische Senaat telde toen 167 zetels. Op 17 februari 1946 werden 101 senatoren rechtstreeks verkozen.  Het nationale kiesstelsel was in die periode gebaseerd op algemeen enkelvoudig stemrecht voor alle mannelijke Belgen van 21 jaar en ouder, volgens een systeem van evenredige vertegenwoordiging op basis van de methode-D'Hondt, gecombineerd met een districtenstelsel. Daarnaast waren er ook 44 provinciale senatoren, aangeduid door de provincieraden en 22 gecoöpteerde senatoren. 
De legislatuur liep van 8 maart 1946 tot 19 mei 1949. Tijdens de legislatuur was eerst de regering-Spaak II (13 - 31 maart 1946) in functie. Dit was een minderheidsregering van de socialistische BSP-PSB, gesteund door de communistische KPB-PCB. Bij de vertrouwensstemming in het parlement behaalde deze echter geen meerderheid, waardoor de regering viel. Vervolgens waren de regering-Van Acker III (maart - augustus 1946) en de regering-Huysmans (augustus 1946 - maart 1947) in functie, allebei meerderheden gevormd door de BSP-PSB, de KPB-PCB en de Liberale Partij. De meerderheid had geen enkele stem op overschot (84 tegen 83); afwezigheden leidden tweemaal tot een nederlaag bij een cruciale stemming. Daarna waren de regering-Spaak III (maart 1947 - november 1948) en de regering-Spaak IV (november 1948 - augustus 1949) in functie, allebei meerderheden gevormd door de BSP-PSB en de christendemocratische CVP-PSC.
De oppositie bestond dus uit CVP-PSC (tot maart 1947), de Liberale Partij (van 13 tot 31 maart 1946 en vanaf maart 1947) en de KPB-PCB (vanaf maart 1947).

## Samenstelling
| Fractie | Fractie         | Rechtstr. | Prov. | Gec. | Tot. |
| ------- | --------------- | --------- | ----- | ---- | ---- |
|         | CVP-PSC         | 51        | 21    | 11   | 83   |
|         | BSP-PSB         | 34        | 14    | 7    | 55   |
|         | KPB-PCB         | 11        | 4     | 2    | 17   |
|         | Liberale Partij | 5         | 5     | 2    | 12   |

## Lijst van de senatoren
| Senator                         | Partij  | Aanduiding                   | Kieskring                                   | Provincie       | Opmerkingen |
| ------------------------------- | ------- | ---------------------------- | ------------------------------------------- | --------------- | --- |
| Robert de Kerchove d'Exaerde    | CVP-PSC | Rechtstreeks gekozen senator | Antwerpen                                   | -               | |
| Maurice Verbaet                 | CVP-PSC | Rechtstreeks gekozen senator | Antwerpen                                   | -               | |
| Jozef Jespers                   | CVP-PSC | Rechtstreeks gekozen senator | Antwerpen                                   | -               | |
| Karel Tobback                   | CVP-PSC | Rechtstreeks gekozen senator | Antwerpen                                   | -               | |
| Herman Vos                      | BSP-PSB | Rechtstreeks gekozen senator | Antwerpen                                   | -               | |
| Edward Van Eyndonck             | BSP-PSB | Rechtstreeks gekozen senator | Antwerpen                                   | -               | |
| Joseph Craeybeckx               | BSP-PSB | Rechtstreeks gekozen senator | Antwerpen                                   | -               | |
| Victor De Bruyne                | BSP-PSB | Rechtstreeks gekozen senator | Antwerpen                                   | -               | |
| Robert Godding                  | LP      | Rechtstreeks gekozen senator | Antwerpen                                   | -               | |
| Jozef Van In                    | CVP-PSC | Rechtstreeks gekozen senator | Mechelen-Turnhout                           | -               | |
| August De Boodt                 | CVP-PSC | Rechtstreeks gekozen senator | Mechelen-Turnhout                           | -               | Secretaris vanaf 30 april 1947.                                                                                     |
| Maurice Steyaert                | CVP-PSC | Rechtstreeks gekozen senator | Mechelen-Turnhout                           | -               | |
| Edmond Leysen                   | CVP-PSC | Rechtstreeks gekozen senator | Mechelen-Turnhout                           | -               | |
| Alexander Jansegers             | CVP-PSC | Rechtstreeks gekozen senator | Mechelen-Turnhout                           | -               | |
| Joseph Van Roosbroeck           | BSP-PSB | Rechtstreeks gekozen senator | Mechelen-Turnhout                           | -               | Secretaris tot 12 november 1946.                                                                                    |
| Paul Struye                     | CVP-PSC | Rechtstreeks gekozen senator | Brussel                                     | -               | Van 14 maart 1946 tot 20 maart 1947 voorzitter van de CVP-PSC-fractie.                                              |
| Léon Guinotte                   | CVP-PSC | Rechtstreeks gekozen senator | Brussel                                     | -               | |
| Albertus Bouweraerts            | CVP-PSC | Rechtstreeks gekozen senator | Brussel                                     | -               | |
| Marcel Decoene                  | CVP-PSC | Rechtstreeks gekozen senator | Brussel                                     | -               | |
| Etienne de la Vallée Poussin    | CVP-PSC | Rechtstreeks gekozen senator | Brussel                                     | -               | |
| Octave Dierckx                  | LP      | Rechtstreeks gekozen senator | Brussel                                     | -               | Voorzitter van de LP-fractie.                                                                                       |
| Robert Catteau                  | LP      | Rechtstreeks gekozen senator | Brussel                                     | -               | Secretaris vanaf 11 november 1947.                                                                                  |
| Amédée Doutrepont               | BSP-PSB | Rechtstreeks gekozen senator | Brussel                                     | -               | Quaestor. |
| Edmond Machtens                 | BSP-PSB | Rechtstreeks gekozen senator | Brussel                                     | -               | |
| William Van Remoortel           | BSP-PSB | Rechtstreeks gekozen senator | Brussel                                     | -               | |
| Piet Vermeylen                  | BSP-PSB | Rechtstreeks gekozen senator | Brussel                                     | -               | |
| Jeanne Vandervelde-Beeckman     | BSP-PSB | Rechtstreeks gekozen senator | Brussel                                     | -               | Vervangt vanaf 23 juli 1948 de overleden Marius Renard.                                                             |
| Jacques Duchaine                | KPB-PCB | Rechtstreeks gekozen senator | Brussel                                     | -               | Vervangt vanaf 3 juni 1947 Pierre Depage, die om persoonlijke redenen ontslag neemt.                                |
| Jean Taillard                   | KPB-PCB | Rechtstreeks gekozen senator | Brussel                                     | -               | Secretaris tot 11 november 1947.                                                                                    |
| Felix Coenen                    | KPB-PCB | Rechtstreeks gekozen senator | Brussel                                     | -               | |
| Hendrik Delport                 | CVP-PSC | Rechtstreeks gekozen senator | Leuven                                      | -               | Voorzitter van de commissie Verkeerswezen.                                                                          |
| Frans Van der Borght            | CVP-PSC | Rechtstreeks gekozen senator | Leuven                                      | -               | |
| Maurice Schot                   | CVP-PSC | Rechtstreeks gekozen senator | Leuven                                      | -               | |
| Georges Donvil                  | BSP-PSB | Rechtstreeks gekozen senator | Leuven                                      | -               | |
| Alfred Leurquin                 | LP      | Rechtstreeks gekozen senator | Nijvel                                      | -               | |
| Jules Hans                      | BSP-PSB | Rechtstreeks gekozen senator | Nijvel                                      | -               | |
| Robert Ancot                    | CVP-PSC | Rechtstreeks gekozen senator | Brugge                                      | -               | |
| Arthur Verbrugge                | BSP-PSB | Rechtstreeks gekozen senator | Brugge                                      | -               | |
| Marcel Sobry                    | CVP-PSC | Rechtstreeks gekozen senator | Veurne-Diksmuide-Oostende                   | -               | |
| Jacques Van Buggenhout          | CVP-PSC | Rechtstreeks gekozen senator | Veurne-Diksmuide-Oostende                   | -               | |
| Emile Allewaert                 | CVP-PSC | Rechtstreeks gekozen senator | Roeselare-Tielt                             | -               | |
| René Desmedt                    | CVP-PSC | Rechtstreeks gekozen senator | Roeselare-Tielt                             | -               | |
| Ghislain D'Hondt                | BSP-PSB | Rechtstreeks gekozen senator | Roeselare-Tielt                             | -               | |
| Gilbert Mullie                  | CVP-PSC | Rechtstreeks gekozen senator | Kortrijk-Ieper                              | -               | Ondervoorzitter en voorzitter van de commissie Landbouw.                                                            |
| Robert De Man                   | CVP-PSC | Rechtstreeks gekozen senator | Kortrijk-Ieper                              | -               | |
| Remi Wallays                    | CVP-PSC | Rechtstreeks gekozen senator | Kortrijk-Ieper                              | -               | |
| Joseph Clays                    | BSP-PSB | Rechtstreeks gekozen senator | Kortrijk-Ieper                              | -               | |
| Edmond Ronse                    | CVP-PSC | Rechtstreeks gekozen senator | Gent-Eeklo                                  | -               | Voorzitter van de commissie Oorlogsschade en Oorlogsgetroffenen.                                                    |
| Albert Kluyskens                | CVP-PSC | Rechtstreeks gekozen senator | Gent-Eeklo                                  | -               | |
| Frank Baur                      | CVP-PSC | Rechtstreeks gekozen senator | Gent-Eeklo                                  | -               | |
| Paul Van Steenberge             | CVP-PSC | Rechtstreeks gekozen senator | Gent-Eeklo                                  | -               | |
| Emile Vergeylen                 | BSP-PSB | Rechtstreeks gekozen senator | Gent-Eeklo                                  | -               | |
| Gaston Crommen                  | BSP-PSB | Rechtstreeks gekozen senator | Gent-Eeklo                                  | -               | |
| Willy Van Gerven                | CVP-PSC | Rechtstreeks gekozen senator | Dendermonde-Sint-Niklaas                    | -               | |
| Liban Van Laeys                 | CVP-PSC | Rechtstreeks gekozen senator | Dendermonde-Sint-Niklaas                    | -               | |
| Theofiel Van Peteghem           | CVP-PSC | Rechtstreeks gekozen senator | Dendermonde-Sint-Niklaas                    | -               | |
| Alfons Pincé                    | BSP-PSB | Rechtstreeks gekozen senator | Dendermonde-Sint-Niklaas                    | -               | |
| Edgard Van Oudenhove            | CVP-PSC | Rechtstreeks gekozen senator | Oudenaarde-Aalst                            | -               | |
| Agnès della Faille d'Huysse     | CVP-PSC | Rechtstreeks gekozen senator | Oudenaarde-Aalst                            | -               | |
| Karel De Haeck                  | CVP-PSC | Rechtstreeks gekozen senator | Oudenaarde-Aalst                            | -               | |
| Guillaume Denauw                | BSP-PSB | Rechtstreeks gekozen senator | Oudenaarde-Aalst                            | -               | |
| Henri de la Barre d'Erquelinnes | CVP-PSC | Rechtstreeks gekozen senator | Bergen-Zinnik                               | -               | Quaestor. |
| Joseph Bouilly                  | BSP-PSB | Rechtstreeks gekozen senator | Bergen-Zinnik                               | -               | Secretaris. |
| Léon Duray                      | BSP-PSB | Rechtstreeks gekozen senator | Bergen-Zinnik                               | -               | |
| Hyacinthe Harmegnies            | BSP-PSB | Rechtstreeks gekozen senator | Bergen-Zinnik                               | -               | Voorzitter van de commissie Binnenlandse Zaken.                                                                     |
| Jules Levecq                    | KPB-PCB | Rechtstreeks gekozen senator | Bergen-Zinnik                               | -               | |
| Alice Degeer-Adère              | KPB-PCB | Rechtstreeks gekozen senator | Bergen-Zinnik                               | -               | |
| Vincent Cossée de Maulde        | CVP-PSC | Rechtstreeks gekozen senator | Doornik-Aat                                 | -               | Voorzitter van de commissie Landsverdediging.                                                                       |
| Albert Moulin                   | BSP-PSB | Rechtstreeks gekozen senator | Doornik-Aat                                 | -               | |
| Camille Vangraefschepe          | BSP-PSB | Rechtstreeks gekozen senator | Doornik-Aat                                 | -               | |
| René de Dorlodot                | CVP-PSC | Rechtstreeks gekozen senator | Charleroi-Thuin                             | -               | Vervangt vanaf 14 maart 1946 Maurice Mayence, die verkiest om niet te zetelen.                                      |
| Charles Derbaix                 | CVP-PSC | Rechtstreeks gekozen senator | Charleroi-Thuin                             | -               | |
| Léon Matagne                    | BSP-PSB | Rechtstreeks gekozen senator | Charleroi-Thuin                             | -               | Ondervoorzitter tot 11 november 1947.                                                                               |
| Edmond Yernaux                  | BSP-PSB | Rechtstreeks gekozen senator | Charleroi-Thuin                             | -               | |
| Louis Bernard                   | BSP-PSB | Rechtstreeks gekozen senator | Charleroi-Thuin                             | -               | |
| Henri Glineur                   | KPB-PCB | Rechtstreeks gekozen senator | Charleroi-Thuin                             | -               | Voorzitter van de KPB-PCB-fractie.                                                                                  |
| Jean Fonteyne                   | KPB-PCB | Rechtstreeks gekozen senator | Charleroi-Thuin                             | -               | |
| Cassian Lohest                  | CVP-PSC | Rechtstreeks gekozen senator | Luik                                        | -               | |
| Henri Moreau de Melen           | CVP-PSC | Rechtstreeks gekozen senator | Luik                                        | -               | |
| Léon-Eli Troclet                | BSP-PSB | Rechtstreeks gekozen senator | Luik                                        | -               | |
| Charles Van Belle               | BSP-PSB | Rechtstreeks gekozen senator | Luik                                        | -               | Quaestor en voorzitter van de commissie Openbare Werken.                                                            |
| Rodolphe Bernard                | BSP-PSB | Rechtstreeks gekozen senator | Luik                                        | -               | |
| Arnold Boulanger                | KPB-PCB | Rechtstreeks gekozen senator | Luik                                        | -               | Quaestor en voorzitter van de commissie Ravitaillering.                                                             |
| Paul Michot                     | KPB-PCB | Rechtstreeks gekozen senator | Luik                                        | -               | |
| Joseph Nihoul                   | CVP-PSC | Rechtstreeks gekozen senator | Hoei-Borgworm                               | -               | |
| Hubert Lapaille                 | BSP-PSB | Rechtstreeks gekozen senator | Hoei-Borgworm                               | -               | |
| Louis Zurstrassen               | CVP-PSC | Rechtstreeks gekozen senator | Verviers                                    | -               | |
| Léonard Ohn                     | BSP-PSB | Rechtstreeks gekozen senator | Verviers                                    | -               | |
| Georges Sironval                | KPB-PCB | Rechtstreeks gekozen senator | Verviers                                    | -               | |
| Max Ramaekers                   | CVP-PSC | Rechtstreeks gekozen senator | Hasselt-Tongeren-Maaseik                    | -               | Vervangt vanaf 1 oktober 1946 de overleden Emile Blavier.                                                           |
| Georges Meyers                  | CVP-PSC | Rechtstreeks gekozen senator | Hasselt-Tongeren-Maaseik                    | -               | |
| Andries Mondelaers              | CVP-PSC | Rechtstreeks gekozen senator | Hasselt-Tongeren-Maaseik                    | -               | |
| Etienne Jacobs                  | CVP-PSC | Rechtstreeks gekozen senator | Hasselt-Tongeren-Maaseik                    | -               | |
| Arsène Gribomont                | CVP-PSC | Rechtstreeks gekozen senator | Aarlen-Marche-Bastenaken-Neufchâteau-Virton | -               | |
| Alfred Bertrang                 | CVP-PSC | Rechtstreeks gekozen senator | Aarlen-Marche-Bastenaken-Neufchâteau-Virton | -               | |
| Jules Massonnet                 | LP      | Rechtstreeks gekozen senator | Aarlen-Marche-Bastenaken-Neufchâteau-Virton | -               | Vervangt vanaf 22 april 1947 de overleden Victor Lenger. Lenger werd verkozen op een kartellijst van LP en BSP-PSB. |
| Louis Huart                     | CVP-PSC | Rechtstreeks gekozen senator | Namen-Dinant-Philippeville                  | -               | |
| Charles d'Aspremont Lynden      | CVP-PSC | Rechtstreeks gekozen senator | Namen-Dinant-Philippeville                  | -               | |
| Fernand Ledoux                  | BSP-PSB | Rechtstreeks gekozen senator | Namen-Dinant-Philippeville                  | -               | |
| Henri Bernard                   | BSP-PSB | Rechtstreeks gekozen senator | Namen-Dinant-Philippeville                  | -               | Vervangt vanaf 22 juli 1948 de overleden René Maquet.                                                               |
| Narcisse Struvay                | KPB-PCB | Rechtstreeks gekozen senator | Namen-Dinant-Philippeville                  | -               | |
| Eduardus Van Kerckhoven         | CVP-PSC | Provinciaal senator          | -                                           | Antwerpen       | |
| Frans Van Loenhout              | CVP-PSC | Provinciaal senator          | -                                           | Antwerpen       | |
| Cyrille Neefs                   | CVP-PSC | Provinciaal senator          | -                                           | Antwerpen       | |
| Hubert Wyn                      | BSP-PSB | Provinciaal senator          | -                                           | Antwerpen       | |
| Jan Laurens                     | BSP-PSB | Provinciaal senator          | -                                           | Antwerpen       | |
| Albert Lilar                    | LP      | Provinciaal senator          | -                                           | Antwerpen       | |
| Cyrille Van Overbergh           | CVP-PSC | Provinciaal senator          | -                                           | Brabant         | Voorzitter van de commissie Financiën en Begroting.                                                                 |
| Paul Estienne                   | CVP-PSC | Provinciaal senator          | -                                           | Brabant         | |
| Pierre De Smet                  | CVP-PSC | Provinciaal senator          | -                                           | Brabant         | |
| Paul Libois                     | KPB-PCB | Provinciaal senator          | -                                           | Brabant         | Voorzitter van de commissie Openbaar Onderwijs.                                                                     |
| Georges Mazereel                | BSP-PSB | Provinciaal senator          | -                                           | Brabant         | |
| Petrus Francen                  | BSP-PSB | Provinciaal senator          | -                                           | Brabant         | |
| Roger Motz                      | LP      | Provinciaal senator          | -                                           | Brabant         | |
| Raoul Tack                      | LP      | Provinciaal senator          | -                                           | Brabant         | |
| Hubert De Groote                | CVP-PSC | Provinciaal senator          | -                                           | West-Vlaanderen | |
| Gerard Neels                    | CVP-PSC | Provinciaal senator          | -                                           | West-Vlaanderen | |
| Joseph Baert                    | CVP-PSC | Provinciaal senator          | -                                           | West-Vlaanderen | |
| Edgard Missiaen                 | BSP-PSB | Provinciaal senator          | -                                           | West-Vlaanderen | Secretaris vanaf 12 november 1946.                                                                                  |
| Maurice Orban                   | CVP-PSC | Provinciaal senator          | -                                           | Oost-Vlaanderen | Secretaris tot 20 maart 1947.                                                                                       |
| Léonce Lagae                    | CVP-PSC | Provinciaal senator          | -                                           | Oost-Vlaanderen | |
| Gustaaf Gabriël                 | CVP-PSC | Provinciaal senator          | -                                           | Oost-Vlaanderen | |
| Octave Van den Storme           | CVP-PSC | Provinciaal senator          | -                                           | Oost-Vlaanderen | |
| August De Block                 | BSP-PSB | Provinciaal senator          | -                                           | Oost-Vlaanderen | |
| Julien Versieren                | BSP-PSB | Provinciaal senator          | -                                           | Oost-Vlaanderen | |
| René Leclercq                   | LP      | Provinciaal senator          | -                                           | Henegouwen      | Vervangt vanaf 3 juni 1947 Clovis Piérard, die directeur van de pers- en documentatiedienst van de NMBS wordt.      |
| Alexandre Spreutel              | BSP-PSB | Provinciaal senator          | -                                           | Henegouwen      | |
| Jean Van Laerhoven              | BSP-PSB | Provinciaal senator          | -                                           | Henegouwen      | |
| Jules Casterman                 | BSP-PSB | Provinciaal senator          | -                                           | Henegouwen      | |
| Ursmar Depotte                  | KPB-PCB | Provinciaal senator          | -                                           | Henegouwen      | |
| Louis Catala                    | CVP-PSC | Provinciaal senator          | -                                           | Henegouwen      | |
| Auguste Buisseret               | LP      | Provinciaal senator          | -                                           | Luik            | Ondervoorzitter vanaf 11 november 1947.                                                                             |
| Joseph Meurice                  | CVP-PSC | Provinciaal senator          | -                                           | Luik            | |
| Alphonse Marion                 | KPB-PCB | Provinciaal senator          | -                                           | Luik            | Vervangt vanaf 1 oktober 1946 Ely Kinet, die wegens gezondheidsredenen ontslag neemt.                               |
| François Logen                  | BSP-PSB | Provinciaal senator          | -                                           | Luik            | Voorzitter van de commissie Economische Zaken.                                                                      |
| Maurice Delmotte                | BSP-PSB | Provinciaal senator          | -                                           | Luik            | |
| Georges Vanhonsebrouck          | CVP-PSC | Provinciaal senator          | -                                           | Limburg         | |
| Andreas Clercx                  | CVP-PSC | Provinciaal senator          | -                                           | Limburg         | |
| Jacques De Vocht                | CVP-PSC | Provinciaal senator          | -                                           | Limburg         | |
| Pierre Nothomb                  | CVP-PSC | Provinciaal senator          | -                                           | Luxemburg       | |
| Etienne Orban de Xivry          | CVP-PSC | Provinciaal senator          | -                                           | Luxemburg       | |
| Auguste Devaux                  | BSP-PSB | Provinciaal senator          | -                                           | Luxemburg       | |
| Edouard Ronvaux                 | BSP-PSB | Provinciaal senator          | -                                           | Namen           | |
| Laure Baudson                   | KPB-PCB | Provinciaal senator          | -                                           | Namen           | Vervangt vanaf 19 oktober 1948 de overleden Henri Stamps.                                                           |
| Maurice Servais                 | CVP-PSC | Provinciaal senator          | -                                           | Namen           | |
| Paul van Zeeland                | CVP-PSC | Gecoöpteerd senator          | -                                           | -               | |
| Joseph Pholien                  | CVP-PSC | Gecoöpteerd senator          | -                                           | -               | Ondervoorzitter. |
| Jean Baltus                     | CVP-PSC | Gecoöpteerd senator          | -                                           | -               | |
| Maria Baers                     | CVP-PSC | Gecoöpteerd senator          | -                                           | -               | Secretaris en voorzitter van de commissie Volksgezondheid en Gezin.                                                 |
| Pieter-Jan Broekx               | CVP-PSC | Gecoöpteerd senator          | -                                           | -               | |
| Charles Petit                   | CVP-PSC | Gecoöpteerd senator          | -                                           | -               | |
| Joseph De Clercq                | CVP-PSC | Gecoöpteerd senator          | -                                           | -               | Quaestor. |
| Ernest Coeckelbergh             | CVP-PSC | Gecoöpteerd senator          | -                                           | -               | |
| Romain Moyersoen                | CVP-PSC | Gecoöpteerd senator          | -                                           | -               | Vervangt vanaf 29 juli 1947 Justin Houben, die om gezondheidsredenen ontslag neemt.                                 |
| Joseph Hanquet                  | CVP-PSC | Gecoöpteerd senator          | -                                           | -               | Secretaris. |
| Marie Janson                    | BSP-PSB | Gecoöpteerd senator          | -                                           | -               | |
| Henri Rolin                     | BSP-PSB | Gecoöpteerd senator          | -                                           | -               | Parlementsvoorzitter vanaf 11 november 1947 en voorzitter van de commissie Justitie.                                |
| Odilon Knops                    | BSP-PSB | Gecoöpteerd senator          | -                                           | -               | |
| Arthur Jauniaux                 | BSP-PSB | Gecoöpteerd senator          | -                                           | -               | Voorzitter van de commissie Arbeid en Sociale Voorzorg.                                                             |
| Hector Craps                    | BSP-PSB | Gecoöpteerd senator          | -                                           | -               | |
| Jean Allard                     | BSP-PSB | Gecoöpteerd senator          | -                                           | -               | Vervangt vanaf 12 augustus 1947 Maurice Delbouille, die om persoonlijke redenen ontslag neemt.                      |
| Edgard De Bruyne                | CVP-PSC | Gecoöpteerd senator          | -                                           | -               | Voorzitter van de CVP-PSC-fractie vanaf 29 april 1947 en voorzitter van de commissie Koloniën.                      |
| Corneille Mertens               | BSP-PSB | Gecoöpteerd senator          | -                                           | -               | Vanaf 14 maart 1946 voorzitter van de BSP-PSB-fractie.                                                              |
| Victor Goossens                 | KPB-PCB | Gecoöpteerd senator          | -                                           | -               | |
| Ferdinand Minnaert              | KPB-PCB | Gecoöpteerd senator          | -                                           | -               | |
| Robert Gillon                   | LP      | Gecoöpteerd senator          | -                                           | -               | Parlementsvoorzitter tot 11 november 1947 en voorzitter van de commissie Buitenlandse Zaken.                        |
| Georgette Ciselet               | LP      | Gecoöpteerd senator          | -                                           | -               | |